# Szósty gabinet Roberta Menziesa
Szósty gabinet Roberta Menziesa (ang. Sixth Menzies Ministry) – trzydziesty siódmy gabinet federalny Australii, urzędujący od 9 lipca 1954 do 11 stycznia 1956. Był trzecim z rzędu gabinetem koalicyjnym Liberalnej Partii Australii (LPA) i Partii Wiejskiej (CP). Robert Menzies utworzył swój szósty gabinet jako jedyny premier w historii Australii.

## Okoliczności powstania i dymisji
Gabinet powstał w konsekwencji wyborów z maja 1954, wygranych przez rządzącą koalicję. W grudniu 1955 odbyły się kolejne wybory, rozpisane przedterminowo, w których LPA i CP zwyciężyły po raz kolejny. Wkrótce później Menzies utworzył swój siódmy gabinet.

## Skład
| stanowisko                                                               | stanowisko          | partia | od               | do               |
| ------------------------------------------------------------------------ | ------------------- | ------ | ---------------- | ---------------- |
| premier                                                                  | Robert Menzies      | LPA    | 9 lipca 1954     | 11 stycznia 1956 |
| minister skarbu                                                          | Arthur Fadden       | CP     | 9 lipca 1954     | 11 stycznia 1956 |
| wiceprzewodniczący Federalnej Rady Wykonawczej                           | Eric Harrison       | LPA    | 9 lipca 1954     | 11 stycznia 1956 |
| minister produkcji obronnej                                              | Eric Harrison       | LPA    | 9 lipca 1954     | 11 stycznia 1956 |
| minister imigracji                                                       | Harold Holt         | LPA    | 9 lipca 1954     | 11 stycznia 1956 |
| minister pracy i służby zasadniczej                                      | Harold Holt         | LPA    | 9 lipca 1954     | 11 stycznia 1956 |
| minister gospodarki i rolnictwa                                          | John McEwen         | CP     | 9 lipca 1954     | 11 stycznia 1956 |
| minister spraw zagranicznych                                             | Richard Casey       | LPA    | 9 lipca 1954     | 11 stycznia 1956 |
| minister kierujący Związkową Organizacją Badań Naukowych i Przemysłowych | Richard Casey       | LPA    | 9 lipca 1954     | 11 stycznia 1956 |
| minister obrony                                                          | Philip McBride      | LPA    | 9 lipca 1954     | 11 stycznia 1956 |
| prokurator generalny                                                     | John Spicer         | LPA    | 9 lipca 1954     | 11 stycznia 1956 |
| minister handlu i ceł                                                    | Neil O’Sullivan     | LPA    | 9 lipca 1954     | 11 stycznia 1956 |
| minister zaopatrzenia                                                    | Howard Beale        | LPA    | 9 lipca 1954     | 11 stycznia 1956 |
| minister żeglugi i transportu                                            | George McLeay       | LPA    | 9 lipca 1954     | 14 września 1955 |
| minister żeglugi i transportu                                            | John Spicer         | LPA    | 14 września 1955 | 27 września 1955 |
| minister żeglugi i transportu                                            | Shane Paltridge     | LPA    | 27 września 1955 | 11 stycznia 1956 |
| minister poczty                                                          | Larry Anthony       | CP     | 9 lipca 1954     | 11 stycznia 1956 |
| minister zdrowia                                                         | Earle Page          | CP     | 9 lipca 1954     | 11 stycznia 1956 |
| minister marynarki wojennej                                              | Josiah Francis      | LPA    | 9 lipca 1954     | 7 listopada 1955 |
| minister marynarki wojennej                                              | Eric Harrison       | LPA    | 7 listopada 1955 | 11 stycznia 1956 |
| minister wojsk lądowych                                                  | Josiah Francis      | LPA    | 9 lipca 1954     | 7 listopada 1955 |
| minister wojsk lądowych                                                  | Eric Harrison       | LPA    | 7 listopada 1955 | 11 stycznia 1956 |
| minister rozwoju narodowego                                              | Bill Spooner        | LPA    | 9 lipca 1954     | 11 stycznia 1956 |
| minister ds. repatriacji                                                 | Walter Cooper       | CP     | 9 lipca 1954     | 11 stycznia 1956 |
| minister ds. terytoriów                                                  | Paul Hasluck        | LPA    | 9 lipca 1954     | 11 stycznia 1956 |
| minister robót publicznych                                               | Wilfrid Kent Hughes | LPA    | 9 lipca 1954     | 11 stycznia 1956 |
| minister spraw wewnętrznych                                              | Wilfrid Kent Hughes | LPA    | 9 lipca 1954     | 11 stycznia 1956 |
| minister lotnictwa cywilnego                                             | Athol Townley       | LPA    | 9 lipca 1954     | 11 stycznia 1956 |
| minister sił powietrznych                                                | Athol Townley       | LPA    | 9 lipca 1954     | 11 stycznia 1956 |
| minister służb społecznych                                               | William McMahon     | LPA    | 9 lipca 1954     | 11 stycznia 1956 |